# Ингз, Дэнни
Дэ́ниел Уи́льям Джон Ингз (англ. Daniel William John Ings; родился 23 июля 1992 года, Хайт, Хэмпшир) — английский футболист, нападающий клуба «Вест Хэм Юнайтед».

## Клубная карьера

### «Борнмут»
Дэнни Ингз родился в городе Хайт поблизости от Саутгемптона. В школьном возрасте посещал футбольную академию «святых», но затем был отпущен клубом. В мае 2008 года перешёл в молодёжную академию «Борнмута». 6 октября 2009 года дебютировал в основном составе «вишнёвых» в матче Трофея Футбольной лиги против «Нортгемптон Таун».
Всего сыграл за «Борнмут» 30 официальных матчей и забил 8 мячей.

### «Бернли»
15 августа 2011 года Дэнни Ингз перешёл в «Бернли», подписав с «бордовыми» четырёхлетний контракт. Сумма трансфера составила, по некоторым данным, 1 млн фунтов. Дебютировал в основном составе команды 14 февраля 2012 года в игре против «Барнсли», выйдя на замену Чарли Остину. 31 марта 2012 года забил свой первый гол за «Бернли» в матче против «Портсмута».
Весной 2014 года был признан игроком года Чемпионшипе.

### «Ливерпуль»
8 июня 2015 года официальный сайт «Ливерпуля» объявил о достигнутой с игроком договоренности по переходу на «Энфилд». Ингз, покинувший выбывший из элитного дивизиона «Бернли» свободным агентом, присоединился к «Ливерпулю» 1 июля 2015 года. Мерсисайдцы изначально заплатили «Бернли» компенсацию в сумме 5 млн фунтов, поскольку игрок, переходящий в новую команду, ещё не достиг 23-летнего возраста. 28 апреля 2016 года трибунал постановил, чтобы «Ливерпуль» выплатил «Бернли» 6,5 млн фунтов сразу и ещё 1,5 млн фунтов в виде бонусов. Позднее «Бернли» получил от Ливерпуля ещё 3,6 млн фунтов в виде 20 % от продажи игрока в «Саутгемптон».

### «Саутгемптон»
9 августа 2018 года Ингз отправился в сезонную аренду в «Саутгемптон», а 1 июля 2019 года перешёл в клуб на постоянной основе. Сумма трансфера составила 20 млн фунтов.

### «Астон Вилла»
4 августа 2021 года Ингз перешёл в клуб «Астон Вилла» за 25 млн фунтов.

### «Вест Хэм Юнайтед»
20 января 2023 года Ингз перешел в клуб «Вест Хэм Юнайтед». Игрок подписал контракт до лета 2025 года. 21 января Ингз дебютировал за свой новый клуб в матче с «Эвертоном», выйдя на замену на 72-й минуте матча. 25 февраля 2023 года Ингз забил первые мячи за «Вест Хэм». В матче против «Ноттингем Форрест» отличился на 70-й и 73-й минуте. Эти голы помогли одержать победу со счетом 4:0.
9 мая 2025 года «Вест Хэм» объявил, что по окончании сезона 2024/25 Дэнни Ингз покинет клуб, в связи с истечением срока контракта.

## Карьера в сборной
3 октября 2013 года получил вызов в сборную Англии до 21 года. 10 октября дебютировал в составе сборной, выйдя на замену Рахиму Стерлингу в матче против Сан-Марино. 19 ноября 2013 года в ответном матче против Сан-Марино сделал «дубль», а англичане разгромили соперника со счётом 9:0.

## Статистика выступлений за сборную
| Матчи и голы Дэнни Ингза за сборную Англии | Матчи и голы Дэнни Ингза за сборную Англии | Матчи и голы Дэнни Ингза за сборную Англии | Матчи и голы Дэнни Ингза за сборную Англии | Матчи и голы Дэнни Ингза за сборную Англии | Матчи и голы Дэнни Ингза за сборную Англии |
| №                                          | Дата                                       | Оппонент                                   | Счёт                                       | Голы                                       | Соревнование                               |
| ------------------------------------------ | ------------------------------------------ | ------------------------------------------ | ------------------------------------------ | ------------------------------------------ | ------------------------------------------ |
| 1                                          | 12 октября 2015                            | Литва                                      | 3:0                                        |                                            | Отборочный матч Евро-2016                  |
| 2                                          | 5 сентября 2020                            | Исландия                                   | 1:0                                        |                                            | Лига наций УЕФА 2020/21                    |
| 3                                          | 8 октября 2020                             | Уэльс                                      | 3:0                                        | 1                                          | Товарищеский матч                          |

## Достижения

### Командные достижения
«Вест Хэм Юнайтед»
- Победитель Лиги конференций УЕФА: 2022/23

### Личные достижения
- Игрок месяца в Чемпионшипе: октябрь 2013
- Игрок года в Чемпионшипе: 2013/14
- Футбольная награда Северо-запада Англии: игрок года в Чемпионшипе, 2014